# Cornberger Tunnel
Der Cornberger Tunnel ist ein Eisenbahntunnel im Zuge der Bahnstrecke Frankfurt–Göttingen; seine historischen Portale stehen unter Denkmalschutz.

## Geografische Lage
Der Tunnel unterquert die nördlichen Ausläufer des 413 m hohen Großen Bärenkopfs. Sein Westportal liegt bei Streckenkilometer 177,8 der zweigleisigen, elektrifizierten Bahnstrecke Frankfurt–Göttingen im Ortsbezirk Rautenhausen der Stadt Bebra im Landkreis Hersfeld-Rotenburg in Hessen. Unmittelbar nördlich schließt sich der Bahnhof Cornberg an, der seit 1971 nicht mehr im Personenverkehr bedient wird und seitdem nur noch Betriebsbahnhof ist. Direkt westlich des Tunnels liegt die Überleitstelle Bebra Tunnel. Der Tunnel liegt noch in der von Sontra heraufführenden Steigung der „Cornberger Rampe“ und ist deren Kopfstück. Hinter dem Westportal des Tunnels geht die Strecke über ins Gefälle nach Bebra.

## Technische Parameter
Der Tunnel ist 719 m lang. Die Strecke verläuft hier gerade und ohne Bogen. Beide Gleise liegen in einer zweigleisigen Röhre.

## Geschichte

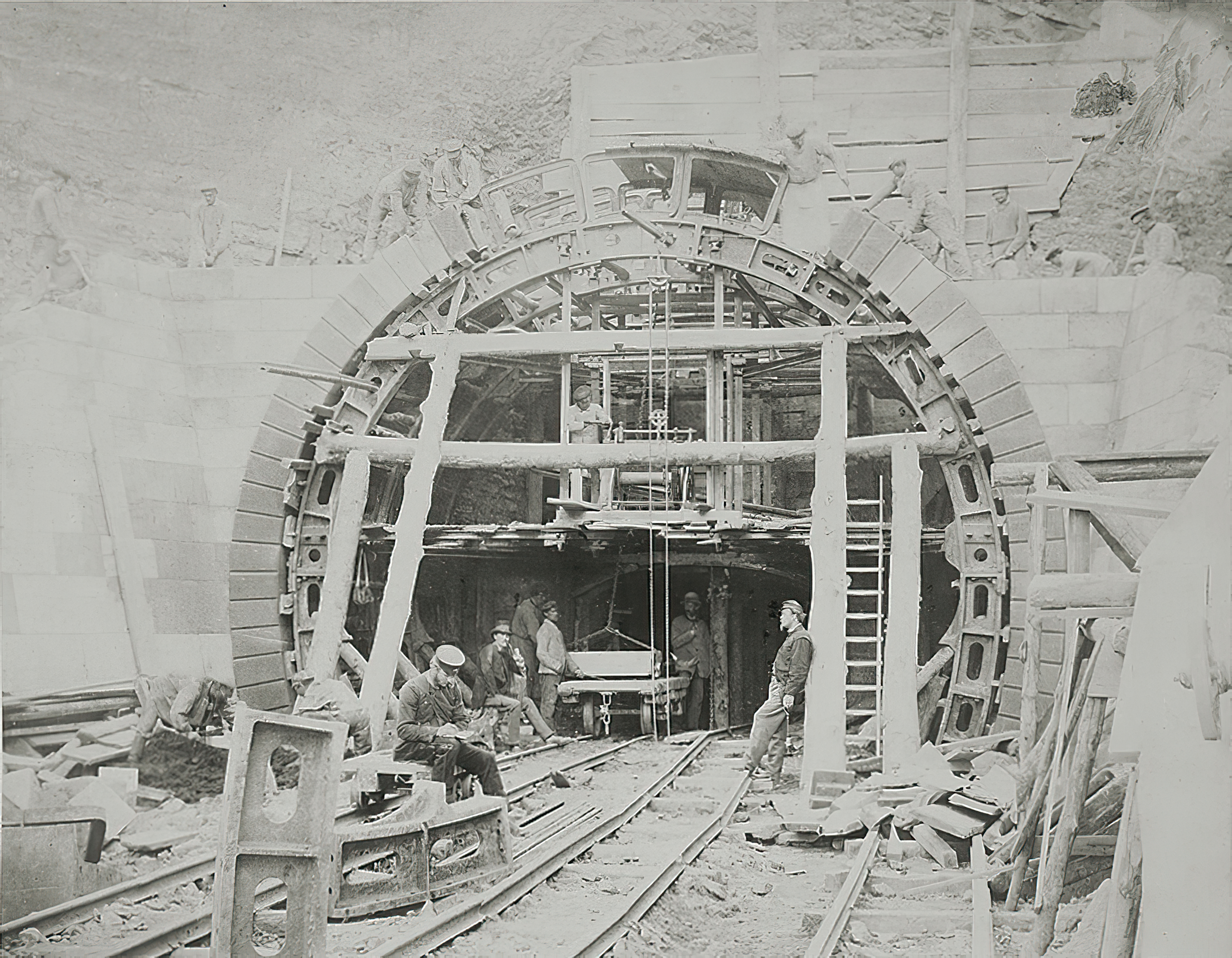
Bau des Tunnels, ca. 1874

Der Tunnel wurde 1873 bis 1875 unter der Leitung von Franz von Rziha gebaut und ging 1875 mit dem Streckenabschnitt Bebra–Eschwege West in Betrieb. Der Gleismittenabstand betrug nach damaligen Standards 3,50 m.
Wegen der großen Bedeutung der Strecke für den Fernverkehr in Westdeutschland beabsichtigte die Deutsche Bundesbahn schon Anfang der 1950er Jahre, die Strecke – zumindest südlich von Göttingen – zu elektrifizieren. Allerdings zogen sich die Verhandlungen über die Finanzierung des Vorhabens hin und es dauerte bis zum Ende des Jahrzehnts, bevor das angegangen werden konnte. Für den Cornberger Tunnel bedeutete das einen massiven Umbau, denn nicht nur die für die Oberleitung erforderliche Höhe musste geschaffen werden, inzwischen war auch der Standard für den Gleismittenabstand auf 4 m geweitet worden. Deshalb wurde der Tunnelboden abgesenkt und der Gleisabstand auf wenigstens 3,75 m erweitert. Entsprechend musste der Tunnel aufgeweitet werden. Der Umbau erfolgte bei eingleisigem Betrieb „unter dem rollenden Rad“.

## Zukunft
Der Tunnel hat seine technische Nutzungsdauer erreicht und wird durch einen Neubau ersetzt, der – wieder als zweigleisiger Tunnel – südlich und parallel zum bestehenden erstellt wird. Der neue Tunnel soll 681 m lang werden, Rettungsplatz und Löschwasserreservoir am Ostportal entstehen. Seit Oktober 2024 fanden bauvorbereitende Arbeiten statt. Der Baubeginn war für den März 2025 geplant und fand tatsächlich vor dem 9. April 2025 statt. Nach der Inbetriebnahme, die für 2029 vorgesehen ist, soll der alte Tunnel verfüllt werden. Dessen Portale, die als Kulturdenkmäler unter Denkmalschutz stehen, sollen erhalten bleiben.

## Denkmalschutz
Die beiden historischen, neuromanischen Tunnelportale aus Buntsandstein sind baugleich. Sie sind Kulturdenkmäler aufgrund des Hessischen Denkmalschutzgesetzes und sollen auch nach dem Tunnelneubau erhalten bleiben. Der alte Tunnel soll bis auf die ersten 20 m an beiden Enden verfüllt werden, die beiden Tunneleingangs-Situationen bleiben so erhalten.